# Pablo Puntoriero
Pablo Puntoriero es un músico argentino, nacido en Buenos Aires el 15 de enero de 1967. En la actualidad forma parte de la agrupación de la famosa banda, La Beriso.

## Biografía
A los doce años comenzó a estudiar el saxofón alto y clarinete con el Maestro Carlos Fernández, y luego pasó a estudiar con el saxofonista Néstor Carrasco. También estudió flauta traversa y saxofón en el Conservatorio Nacional de Música López Bouchardo. Luego siguió perfeccionándose con los maestros Chachi Ferreira y Carlos Lastra. Asimismo, estudió armonía con el saxofonista, arreglador y compositor Dante Diorio. También tomó clases de percusión africana con Abdulaye Badiane. 
Estudió saxofón con la idea de destacarse en los más exclusivos círculos de Jazz de la gran ciudad. Fundó, junto a Pablo Vazquez, el grupo de free jazz "La Cornetita". Formó parte de distintas agrupaciones del jazz local junto a grandes músicos como Pepi Taveira, Enrique Norris, Luis Agudo, Carlos Lastra, Javier Malosetti y Paula Shocron, entre otros. Ha participado en diversos discos de jazz y de rock. En este género, llegó incluso a participar en Pez siendo invitado a la grabación del álbum Frágilinvencible y como miembro oficial en Convivencia sagrada y El sol detrás del sol.
En 2010 grabó un álbum colaborando con la pianista Paula Shocrón titulado "El Enigma", cuyas nueve pistas destacan las influencias en la música bebop.  
Fue parte de Promedio (Agudo, Taveira y Puntoriero), Dúo Shocrón-Puntoriero, Dúo Urbini-Puntoriero, Ezequiel Finger Cuarrteto y Resistencia Chaco.
Formó su propio trío llamado Pablo Puntoriero Trío grabando "Punto de Partida" en 2018 junto a Pablo Vázquez y Santiago Lacabe y el dúo Misceláneas con Nicolás Ojeda. También ha grabado "Liberados" (2020) y "Afuera" (2021) con Ernesto Zeppa y Diego Balta en el Ernesto Zeppa Trío.

## Discografía

### Como líder/Colíder
- El Enigma (Con Paula Shocrón)(2012)
- Punto de Partida (2018)

### Colaboración
- Con Javier Malosetti: "Onyx"
- Ezequiel Finger cuarteto: "Haciendo Agua"
- Mariano Otero Orquesta: "Tres"
- La Mancha de Rolando: "Espíritu", "A cielo abierto".
- Los Fabulosos Cadillacs: "Hola Chau"
- Pappo: "Buscando un amor"

### ConLa Beriso

#### Como invitado
- Historias (2014)

#### Como miembro estable
- Pecado capital (2016)
- La Beriso 20 Años (2018)
- Giras y Madrugadas (2019)

### ConPez

#### Como invitado
- Frágilinvencible (2000)
- Psicodelicia (En vivo) (2013)
- Una Noche en el Ópera (En vivo) (2020)

#### Como miembro
- Convivencia sagrada (2001)
- El sol detrás del sol (2002)

### Pepi Taveira Cuarteto
- BsAs Inferno (2007)
- Reunión (2008)
- Swingante (2019)

### Ernesto Zeppa Trío
- Liberados (2020)
- Afuera (2021)

### NUNCA OPUESTOS
" Rockvolucion 1 El otro lado del miedo" (2022)